# كأس الكؤوس الأوروبية 1988–89
كأس الكؤوس الأوروبية 1988–89 (بالإسبانية: Recopa de Europa 1988-89)‏ هو الموسم 29 من  كأس الكؤوس الأوروبية. الذي يشرف على تنظيمه الاتحاد الأوروبي لكرة القدم، وكان عدد الأندية المشاركة فيه  33، وفاز فيه نادي برشلونة.

## نتائج الموسم
| المركز | فريق         | لعب | ف | ت | خ | له | عليه | ف.أ | نقاط | ملاحظة |
| ------ | ------------ | --- | - | - | - | -- | ---- | --- | ---- | ------ |
|        | نادي برشلونة |     |   |   |   |    |      |     |      |        |